# Triconia derivata
Triconia derivata is een eenoogkreeftjessoort uit de familie van de Oncaeidae. De wetenschappelijke naam van de soort is voor het eerst geldig gepubliceerd in 1995 door Heron & Bradford-Grieve.